# Space Alert
Space Alert är ett kooperativt sällskapsspel med rymd-tema för 1 till 5 spelare. Spelet är konstruerat av Vlaada Chvátil som även konstruerat spelet Galaxy Trucker som tar plats i samma universum.

## Spelet
I spelet tar varje spelare rollen som en ur besättning på en rymdfarkost. Rymdfarkostens uppgift är att skanna av ett område av rymden i 10 minuter och under dessa 10 minuter ska spelarna lyckas överleva genom att försvara skeppet mot externa och interna hot och funktionsstörningar.
Spelets 10-minutersscenario spelas upp i realtid från en av de medföljande cd-skivorna eller från ett flashprogram som finns online. På ljudspåret meddelar centraldatorn om de olika hoten och var de befinner sig i förhållande till skeppet. Det är nu spelarnas uppgift att dela upp uppgifterna att göra ombord och koordinera sina handlingar med varandra. Det kan handla om att skjuta med rymdskeppets vapnen, avfyra missiler, distribuera energin på skeppet, pilla på övervakningsdatorn så inte skärmsläckaren går igång eller styra stridsrobotar för att slå ner interna inkräktare.
Under dessa 10 hektiska minuter planerar man dock bara sina handlingar. Det är först efter hela scenariot spelats upp som man går igenom och avgör vad som skett. Eftersom korten som man har planerat sina handlingar med har spelats ut upp-och-ner kan det hända att man gjort fel och det kan få svåra konsekvenser för resten av scenariot.

## Expansioner
Epansionen The New Frontier 2010 och lägger bland annat till svårare monster att möta. Det finns dessutom uppdrag där man ska använda kort som låter en göra fler handlingar än vanligt under uppdragets 10 minuter.

## Utmärkelser
Space Alert har utnämnts till mest nyskapande spel flera gånger, först 2008 av Dice Tower Gaming Awards, 2009 av Golden Geek Awards och 2012 av Boardgamer.ru .
2009 fick Space Alert ett specialpris för ny spelvärld under Spiel des Jahres